# KUS-7
대한항공 무인항공기는 2007년 8월 22일 공개비행을 하면서 개발 성공을 발표한 한국의 대한항공이 개발한 무인항공기이다. 
2004년 9월 산업자원부의 지원을 받아 개발에 착수하여 2년 11개월 만에 1단계 개발에 성공하였으며, 총 123억 4000만 원(정부 65억원, 기업 58억 4000만원)의 1단계 개발비가 들었다.

## 같이 보기
- RQ-2 파이오니어: 비조와 동급인 파이오니어 항목에는 사진이 많이 등록되어 있다. 비조의 이해에 도움이 된다.
- 서처 II: 파이오니어 보다 훨씬 고성능의 UAV. 한국은 군단급 무인기로 비조와 서처를 운용중이다.
- 대한항공 무인항공기: RQ-7 섀도를 한국이 국산화에 성공하였다.
- KUS-9: 대한항공이 개발한 한국의 사단급 무인기